# Deporte en Castilla
Existen diversos deportes y juegos tradicionales castellanos. Algunos de ellos están regulados por la Federación de Deportes Autóctonos de Castilla y León.

## Listado de Deportes/juegos autóctonos
- Tarusa (juego) - Chito - Tanga (deporte) (Chito, tuta, Tarusa, tángana, tango, tanga o tanguilla)
- Calva (deporte)
- Billar romano
- Boleo (deporte)
- Rana
- Lanzamiento de barra castellana
- Tiro de reja
- Bolos
  - Bolo palentino
  - Bolo leonés
  - Bolos bercianos
  - Bolos maragatos
  - Bolos tres tablones
  - Bolo de Belorado
  - Bolo ribereño
  - Bolillos de Villanueva
  - Bolo burgalés
  - Bolo palma
  - Pasabolo de tablón
  - Billa (juego)
- Corta de troncos
- Llave (deporte)
- Monterilla
- Herradura (deporte)
- Mazas (deporte)
- Pelota
- Chueca (juego)
- Gurria o Porca
- Chapas (juego de apuestas)
- Chapas (juego infantil)
- Clava (deporte) (llamada también palinque)
- Juego de las caras

## Boleo
El boleo (deporte) es un juego de fuerza, habilidad e imaginación, para colocar la bola en el sitio preciso y recorra la mayor cantidad de distancia posible sin salirse del ‘camino del boleo’ por donde se juega. 
Se usan bolas de hierro o acero de 3 libras, aunque pudieran elegirse otros pesos.
Consiste en tirar con la mano una bola por un camino de tierra, en carrera o ‘a pie quieto’, al ‘ahueque’ o en modo ‘rasero’, y llegar lo más lejos posible. Se autoriza a usar a los participantes ‘boleador’, una pieza de cuero, una ‘badana’ para sujetar mejor la bola.
Las eliminatorias iniciales se harán de 3 en 3 parejas, y se clasificarán para la ronda siguiente, únicamente la primera pareja de cada recorrido ganador; después se jugará de 2 en 2 parejas. También se puede ‘bolear’ ‘a bandera’ para que sean los que más lleguen los que se clasifiquen.

## Bolos
Aunque existen distintas modalidades de bolos en toda España, algunas de ellas son propias de Castilla:
- Bolos conquenses
- Bolo palentino
- Bolo palma
- Bolo tres tablones
- Bolo femenino segoviano
- Bolo burgalés
- Pasabolo de tablón
- Billa

## Calva
La calva es un deporte que tiene su origen en comarcas castellanas y leonesas. Consiste en lanzar sobre un objeto de madera un cilindro metálico, consiguiendo golpearlo antes de que caiga al suelo.

## Chito
El chito es una variante del juego de la tanga, en el que se lanza un disco contra un cilindro para derribar las monedas que se depositan sobre el cilindro. Por lo tanto es un juego manual y de inteligencia.

## Rana
La rana es un juego de precisión en el que se lanzan unas fichas que se intentan introducir en diversos orificios, los cuales dan un mayor o menor número de puntos en función de su dificultad.

## Lanzamiento de barra castellana
La barra castellana es un deporte similar al lanzamiento de jabalina, consistente en lanzar una barra metálica lo más lejos posible. Similar es el tiro de reja, en el que se lanza una pieza de metal aplanada de forma irregular, popularmente un fragmento de arado. Consta su práctica en las provincias de Cuenca y Albacete.

## Corta de troncos
La corta de troncos tiene su origen en Soria, donde aún se practica en pueblos como Tardelcuende, Quintana, Covaleda..., y también en Segovia y Burgos. Consiste en cortar tres o cuatro troncos, los cuales están horizontalmente en el suelo, y sin sujeción, lo más rápido posible. Se puede practicar individualmente o en pareja.
En el El Espinar y San Rafael, localidades de la provincia de Segovia limítrofes con la de Ávila y la Comunidad de Madrid, se celebran las Jornadas de los Gabarreros, con demostraciones de corta de troncos.  

## Pelota
Variantes de la pelota vasca fue practicada en sus orígenes en Castilla y en León. Existiendo una gran tradición en las pequeñas localidades de Burgos, Segovia, Soria, Salamanca, Cuenca o Zamora: particularmente llamativo es el caso de Peñaranda de Bracamonte que suele aderezar sus fiestas con un campeonato de este deporte.
En los últimos tiempos, más que la pelota, los jóvenes de Castilla y de León practican más el frontenis aprovechando los populares frontones.

## Monterilla
Juego antiquísimo, en trance de desaparecer. Según las noticias disponibles de él, la monterilla se practicaba principalmente por pastores. Es un juego que consiste en sucesivos acercamientos a la boina que es lanzada inicialmente por uno de los jugadores. En lanzamientos sucesivos con las garrotas se trata de acercar y alejar las de los oponentes a la negra boina. 
Todavía se practica en el Alto Tiétar (Ávila), pero donde más se juega de toda Castilla es la zona de Tierra de Pinares de Valladolid y Segovia (Pedrajas, Vallelado e Íscar, donde incluso se celebran los únicos encuentros profesionales de ASEGARCE fuera del País Vasco)

## Otros
- Existen evidencias de que se practicaban otros deportes. Por ejemplo, uno similar al golf, llamado gurria. El boleo era típico de la región de la mancha alta.
- En los pueblos guadalajareño de Villanueva de Alcorón y Armallones (Guadalajara), las mujeres conservan el juego tradicional de la chueca.
- Otros juegos castellanos son las chapas y la clava (llamada también palinque).
- Juego de las caras, en Calzada de Calatrava (Ciudad Real) y Villarejo del Valle (Ávila)

- Datos: Q5803133